# Андреевка (Баштанский район)
Андре́евка (укр. Андріївка) — посёлок в Баштанском районе Николаевской области Украины.
Основано в 1902 году. Население по переписи 2001 года составляло 273 человек. Почтовый индекс — 56121. Телефонный код — 5158. Занимает площадь 0,18 км².

## История
В 1946 году указом ПВС УССР посёлок Техникума переименован в Андреевку.

## Местный совет
56100, Николаевская обл., Баштанский р-н, г. Баштанка, ул. Героев Небесной Сотни, 38